# Spilarctia
Genre
Spilarctia est un genre très diversifié de lépidoptères (papillons) de la famille des Erebidae et de la sous-famille des Arctiinae.

## Systématique
Le genre Spilarctia a été décrit par le zoologiste britannique Arthur Gardiner Butler en 1875,. Son espèce type est Phalaena lutea Hufnagel, 1766.
Certains auteurs considèrent Spilarctia Butler, 1875 comme un synonyme de Spilosoma Curtis, 1825.

## Distribution géographique
La plupart des Spilarctia se rencontrent en Asie, et particulièrement en Asie du Sud-Est. Une seule espèce est présente en Europe : Spilarctia lutea, l'Écaille Lièvre. On peut aussi en trouver en Afrique du nord 

## Liste des espèces
Selon FUNET Tree of Life (2 novembre 2020) :
- Spilarctia adelphus (Rothschild, 1920)
- Spilarctia alba (Bremer & Grey, 1853)
- Spilarctia albicornis (Hampson, 1900)
- Spilarctia arctichroa (Druce, 1909)
- Spilarctia ardens (Kishida, 1987)
- Spilarctia aurocostata (Oberthür, 1911)
- Spilarctia baltazarae (Cerný, 1995)
- Spilarctia bifascia Hampson, 1891
- Spilarctia bifasciata Butler, 1881
- Spilarctia bipunctata Daniel, 1943
- Spilarctia brechlini (Cerný, 2011)
- Spilarctia brunnea (Heylaerts, 1890)
- Spilarctia cadioui Thomas, 1989
- Spilarctia cajetani (Rothschild, 1910)
- Spilarctia castanea (Hampson, 1893)
- Spilarctia clava (Wileman, 1910)
- Spilarctia coccinea (Hampson, 1907)
- Spilarctia comma (Walker, 1856)
- Spilarctia contaminata (Wileman, 1910)
- Spilarctia coorgensis Kirti & Gill, 2010
- Spilarctia dohertyi (Rothschild, 1910)
- Spilarctia dukouensis Fang, 1982
- Spilarctia duda Saldaitis & Pekarsky, 2016
- Spilarctia eldorado (Rothschild, 1910)
- Spilarctia elmagna (Bucsek, 2012)
- Spilarctia extirpata (Cerný, 2009)
- Spilarctia fidelia (Cerný, 2011)
- Spilarctia gianellii (Oberthür, 1911)
- Spilarctia harlequina (Cerný, 2011)
- Spilarctia hetera (Cerný, 2009)
- Spilarctia irregularis (Rothschild, 1910)
- Spilarctia javana (Rothschild, 1910)
- Spilarctia leopoldi (Tams, 1935)
- Spilarctia longiramia (Hampson, 1901)
- Spilarctia lutea (Hufnagel, 1766)
- Spilarctia malayana (Bucsek, 2012)
- Spilarctia metaxantha (Hampson, 1901)
- Spilarctia mikeli Bolotov, Kondakov & Spitsyn, 2018
- Spilarctia mona (Swinhoe, 1885)
- Spilarctia motuonica Fang, 1982
- Spilarctia nigrovittatus (Matsumura, 1911)
- Spilarctia nobilis (Turner, 1940)
- Spilarctia obliquizonata (Miyake, 1910)
- Spilarctia pallidivena (Cerný, 2009)
- Spilarctia quercii (Oberthür, 1911)
- Spilarctia rhodius (Rothschild, 1920)
- Spilarctia rostagnoi (Oberthür, 1911)
- Spilarctia semialbescens (Talbot, 1929)
- Spilarctia seriatopunctata (Motschulsky, [1861])
- Spilarctia sparsalis (Walker, [1865])
- Spilarctia subcarnea (Walker, 1855)
- Spilarctia tengchongensis Fang & Cao, 1984
- Spilarctia terminicomma (Cerný, 2009)
- Spilarctia todara (Moore, 1872)
- Spilarctia toxopei (Roepke, 1954)
- Spilarctia vandepolli (Rothschild, 1910)
- Spilarctia victorina (Cerný, 2011)
- Spilarctia wahri (Rothschild, 1933)
- Spilarctia whiteheadi (Rothschild, 1910)
- Spilarctia wilemani (Rothschild, 1914)
- Spilarctia yukikoae Kishida, 1995
- Spilarctia multiguttata (Walker, 1855)
- Spilarctia multicornutiata Kaleka, 2005
- Spilarctia nirmalae Kaleka, 2005
- Spilarctia himachalensis Kaleka, 2005
- Spilarctia valvata Kaleka, 2005
- Spilarctia accensa (Swinhoe, 1903)
- Spilarctia ananda (Roepke, 1938)
- Spilarctia ericsoni (Semper, 1899)
- Spilarctia rhodochroa (Hampson, 1916)
- Spilarctia rubriventris (Talbot, 1926)
- Spilarctia adriani (de Vos & Suhartawan, 2011)
- Spilarctia alberti (Rothschild, 1914)
- Spilarctia biagi (Bethune-Baker, 1908)
- Spilarctia cinnamomea (de Vos & Suhartawan, 2011)
- Spilarctia dinawa (Bethune-Baker, 1904)
- Spilarctia kebea (Bethune-Baker, 1904)
- Spilarctia owgarra (Bethune-Baker, 1908)
- Spilarctia pratti (Bethune-Baker, 1904)
- Spilarctia rubribasis (Joicey & Talbot, 1916)
- Spilarctia vulgaris (de Vos & Suhartawan, 2011)
- Spilarctia adumbrata (Thomas, 1994)
- Spilarctia borneensis (Rothschild, 1910)
- Spilarctia casigneta (Kollar, [1844])
- Spilarctia fumida (Wileman, 1910)
- Spilarctia roseata (Rothschild, 1910)
- Spilarctia rubilinea (Moore, [1866])
- Spilarctia rufofusca (Thomas, 1994)
- Spilarctia sagittifera Moore, 1888
- Spilarctia sinica Daniel, 1943
- Spilarctia tamangi (Thomas, 1994)
- Spilarctia variata Daniel, 1943
- Spilarctia venata (Wileman, 1915)
- Spilarctia xanthogaster (Thomas, 1994)
- Spilarctia xanthogastes Fang, 2000
- Spilarctia xanthosoma (Roepke, 1954)
- Spilarctia bisecta (Leech, [1889])
- Spilarctia dalbergiae Moore, 1888
- Spilarctia graminivora Inoue, 1988
- Spilarctia lungtani Daniel, 1943
- Spilarctia subtestacea (Rothschild, 1910)
- Spilarctia caloscopium (Cerný, 2011)
- Spilarctia congruenta (Thomas, 1993)
- Spilarctia denigrata (Thomas, 1993)
- Spilarctia gopara (Moore, [1860])
- Spilarctia hosei (Rothschild, 1910)
- Spilarctia kareli (Thomas, 1993)
- Spilarctia mahaplaga (Cerný, 2011)
- Spilarctia murzini Dubatolov, 2005
- Spilarctia percellens (Thomas, 1993)
- Spilarctia phaea (Hampson, 1901)
- Spilarctia punctata (Moore, [1860])
- Spilarctia procedra (Swinhoe, 1907)
- Spilarctia siberuta Dubatolov, 2006
- Spilarctia thomasi (Holloway, 1988)
- Spilarctia ummera Swinhoe, 1889
- Spilarctia ummeroides (Cerný, 2011)
- Spilarctia virgulae (Cerný, 2011)
- Spilarctia costata (Boisduval, 1832)
- Spilarctia hypsoides (Rothschild, 1914)
- Spilarctia enarotali (de Vos & Suhartawan, 2011)
- Spilarctia grandimacula (de Vos & Suhartawan, 2011)
- Spilarctia mastrigti (de Vos & Suhartawan, 2011)
- Spilarctia novaeguineae (Rothschild, 1913)
- Spilarctia persimilis (Rothschild, 1914)
- Spilarctia transversa (de Vos & Suhartawan, 2011)
- Spilarctia fraterna (Rothschild, 1910)
- Spilarctia nana (de Vos & Suhartawan, 2011)
- Spilarctia groganae (Holloway, 1976)
- Spilarctia irina Dubatolov, 2006
- Spilarctia holobrunnea (Joicey & Talbot, 1916)
- Spilarctia postbrunnea (de Vos & Suhartawan, 2011)
- Spilarctia ruficosta (Joicey & Talbot, 1916)
- Spilarctia wernerthomasi (de Vos & Suhartawan, 2011)
- Spilarctia inayatullahi Dubatolov & Gurko, 2004
- Spilarctia leopardina (Kollar, [1844])
- Spilarctia melanostigma (Erschoff, 1872)
- Spilarctia montana (Guérin-Méneville, 1843)
- Spilarctia obliqua (Walker, 1855)
- Spilarctia nydia Butler, 1875
- Spilarctia semperi (Rothschild, 1910)
- Spilarctia reticulata (Rothschild, 1933)
- Spilarctia styx (Bethune-Baker, 1910)
- Spilarctia daltonica (Cerný, 2011)
- Spilarctia flavorubida Dubatolov, 2006
- Spilarctia hypogopa (Hampson, 1907)
- Spilarctia moorei (Snellen, 1879)
- Spilarctia philippina Dubatolov & Kishida, 2006
- Spilarctia postrubida (Wileman, 1910)
- Spilarctia cervina (Wallengren, 1860)
- Spilarctia griseabrunnea (Holloway, 1976)
- Spilarctia rubescens (Walker, 1855)
- Spilarctia philippinica Dubatolov & Kishida, 2010
- Spilarctia mindanao Dubatolov & Kishida, 2010
- Spilarctia palawana Dubatolov & Kishida, 2010
- Spilarctia strigatula (Walker, 1855)
- Spilarctia gurkoi Dubatolov, 2010
- Spilarctia mollis (Cerný, 2011)
- Spilarctia sumatrana (Swinhoe, 1905)
- Spilarctia continentalis (Rothschild, 1910)